# Limnonectes leporinus
Limnonectes leporinus es una especie de anfibio anuro del género Limnonectes de la familia Dicroglossidae.

## Distribución geográfica
Es endémica de la isla de Borneo.